# Pröhle Sándor
Pröhle Sándor (Nyíregyháza, 1900. március 29. – Budapest, 1975. március 26.) magyar evangélikus lelkész, országgyűlési képviselő.

## Életpályája
Középiskolai tanulmányait a gimnázium VII. osztályáig szülővárosában végezte el. 1916-ban családjával Debrecenbe költzött. 1917-ben érettségizett a debreceni Református Főgimnáziumban. 1917-ben beíratkozott a soproni Evangélikus Theológiai Akadémiára. Fiatalon katonának állt és harcolt az első világháborúban. 8 hónapig a székely hadosztályban küzdött a románok ellen, azután a nemzeti hadseregben szolgált. A teológiai akadémia elvégzése után, 1922-ben pappá avatták. 1922–1923 között Soltvadkerten káplán volt. 1923-ban egyházmegyei segédlelkészként dolgozott. 1923-tól hitoktató lelkész volt Rákospalotán. 1932-től Rákospalotán vezető lelkész lett. 1935-től tanügyi eseperes, 1939-től esperes volt. 1939-es országgyűlési képviselő-választáson nyilaskeresztes programmal Rákospalota országgyűlési képviselőjévé választották. 1945-ben behívták katonai szolgálatra és mint tábori lelkész került fogságba Buda eleste után. 1947-ben szabadult a fogságból. 1948-tól Balatonszepezden legátus-lelkészi megbízást kapott. 1954 elején Budapestre költözött. 1954-től mezőgazdasági gépkezelő segédmunkásként dolgozott a 45-ös Építőipari Vállalatnál. 1957-ben nyugdíjba vonult.
A nemzeti szocialista mozgalomnak régi híve. 

## Családja
Ikertestvére, Pröhle Vilmos író (1900–1952) volt. Édesapja, Pröhle Vilmos (1871–1946) orientalista volt. 1924-ben nősült; felesége Koren Ida (?-1954), a kiskőrösi evangélikus lelkész leánya volt.

## Műve
- Janus (1983)